# Cuculla

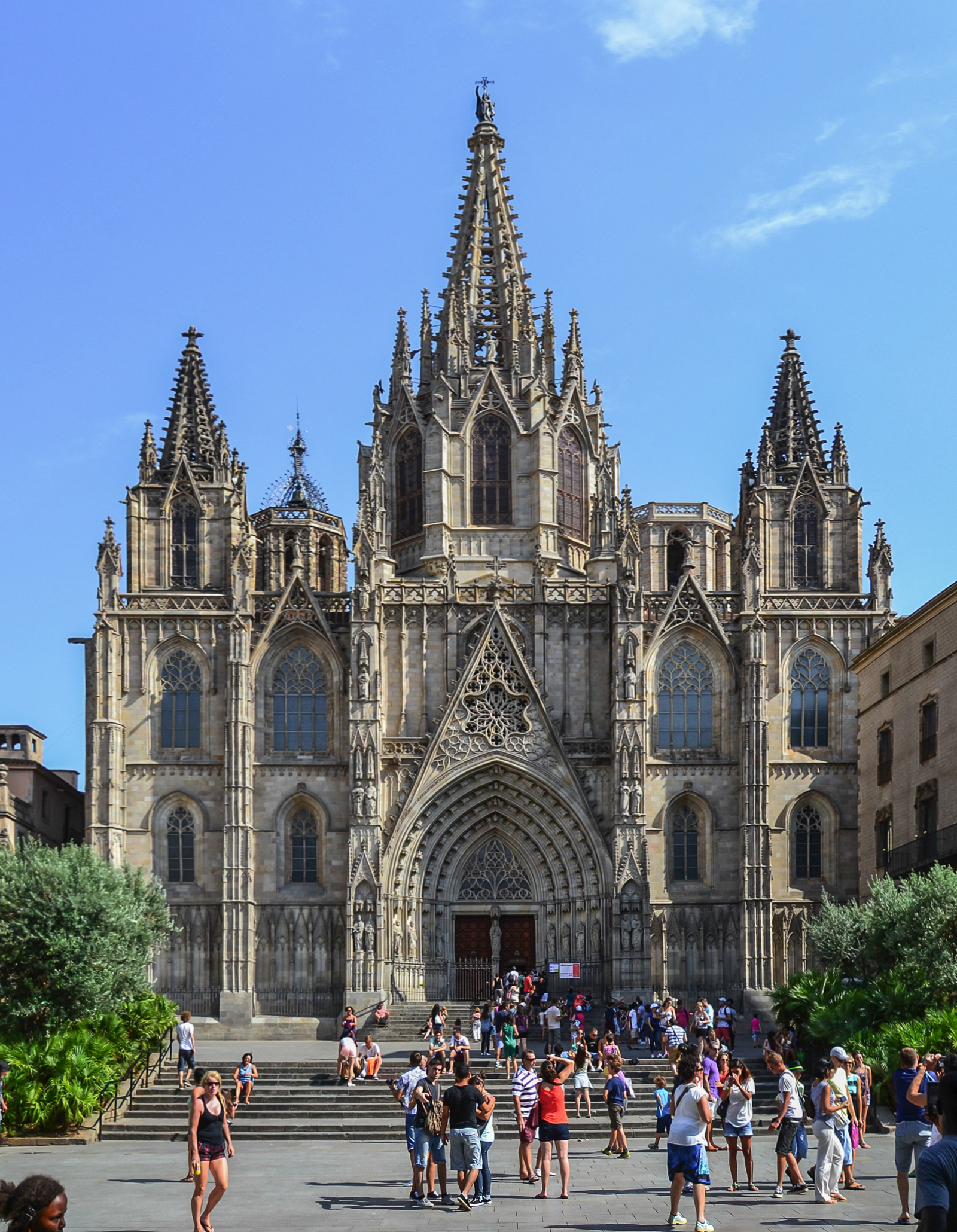
Cuculles de la Catedral de Barcelona

Una cuculla, cucurulla, cucurull o agulla és un element arquitectònic que se situa en la part superior d'una torre, campanar o església a manera de coronament.
La forma de les cuculles pot variar en funció dels diferents estils arquitectònics, i tenir forma piramidal, cònica o bulbosa i acabar en forma de fletxa aguda, destacant el seu ús en el gòtic en el qual es converteixen en la culminació visual del temple i símbol d'acostament a Déu.
Simbòlicament, les cuculles tenen dues funcions. La primera és la de proclamar una potència militar. Una torre, amb les seves reminiscències de la punta de llança, fa l'efecte de fortalesa. El segon és arribar cap al cel. La unió de cel i esperança de l'agulla és una de les raons per la seva associació amb els edificis religiosos. Una torre d'una església o catedral no era tan sols un símbol de pietat, sovint era vista com un símbol de la riquesa i el prestigi dels qui encarregaven la construcció.
Les cuculles es troben a les esglésies cristianes, com un ornament arquitectònic, on coronen i de vegades reemplacen al campanar. Les cuculles també són comuns i notables en estructures en solitari, en forma d'obeliscs. En els moviments modernistes del segle xx, torres d'oficines en forma de torres obeliscs, en són exemples. Alguns edificis famosos, com el Space Needle a Seattle, Washington, utilitzen la cuculla com un testimoni del poder civil i d'esperança, en el cas d'aquest exemple, és també una referència a la participació de Seattle en el sector aeroespacial.

## Cuculles gòtiques i neo-gòtiques

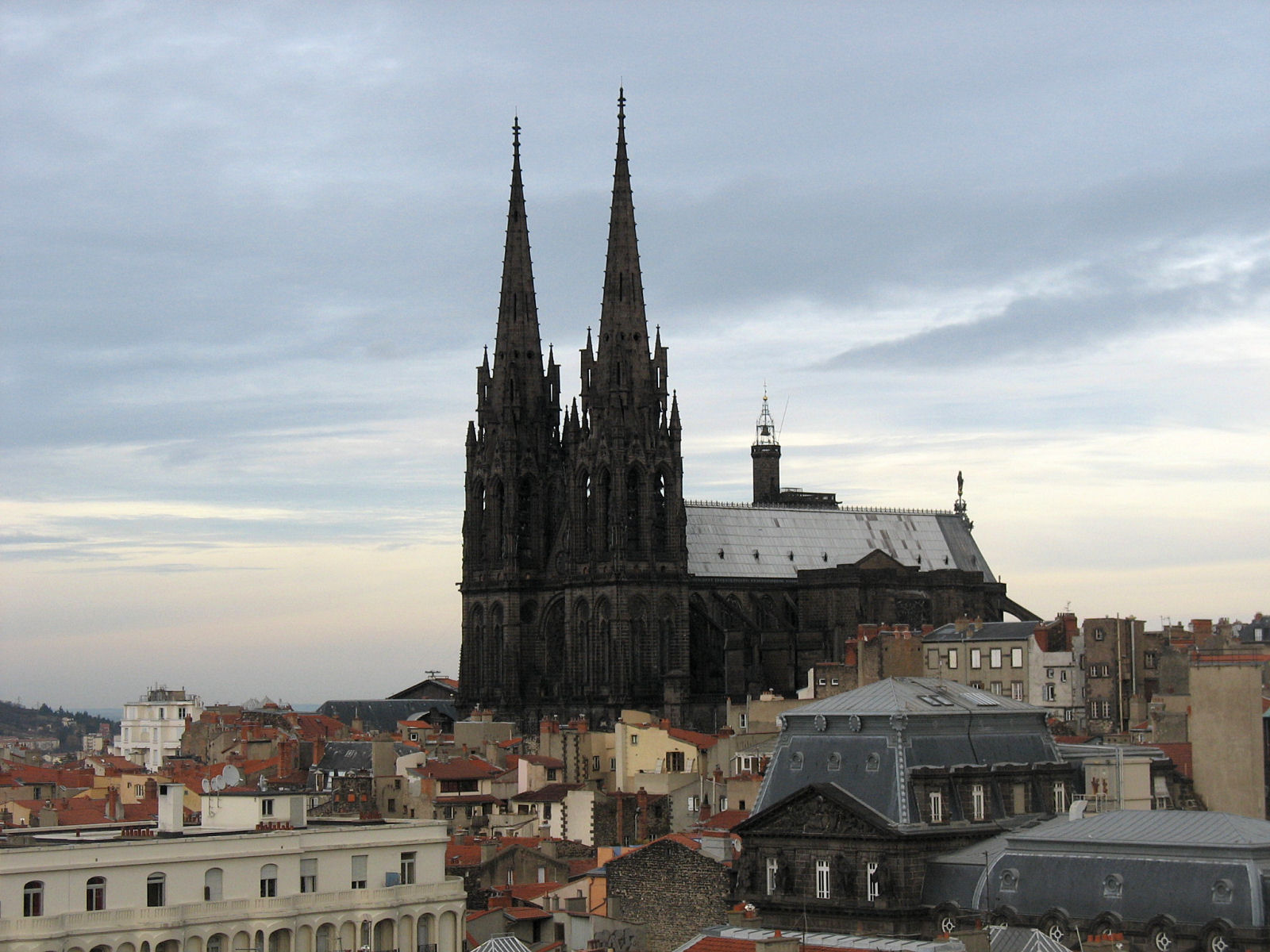
Cuculles de 108 m d'altura de la Catedral de Clermont-Ferrand, França.

La cuculla com pinacle gòtic declara la presència de la religió i la seva connexió amb el cel. L'alta i prima cuculla piramidal de la torre sud de la catedral de Chartres n'és una de les primeres proves i, a les acaballes del gòtic, les agulles es construïen amb traceries calades en les seves cares. Les torres calades van ser una innovació arquitectònica sorprenent, a partir de principis de segle xiv, a la torre de la catedral de Friburg, la pedra va ser perforada i unida per cables de ferro. L'agulla calada, d'acord amb Robert Bork, representa una extensió "radical, però lògica de la tendència gòtica cap a l'estructura de l'esquelet". El fenomenal esquelet orgànic d'agulles d'Antoni Gaudí a la Sagrada Família de Barcelona, representa una conseqüència d'aquesta tendència gòtica. Dissenyada i començada per Gaudí el 1884, no es va completar fins al segle xx.
A Anglaterra, la paraula "torre", porta immediatament a la imatge de la catedral de Salisbury. La seva torre cuculla de 123 m, construïda entre 1320 i 1380, és la més alta del període en qualsevol part del món, i en el seu estil és tan notable com el Coliseu de Roma o el Partenó d'Atenes. Una torre similar però lleugerament més petita va ser construïda a Leighton Buzzard, en Bedfordshire, Anglaterra, el que indica la popularitat de la torre de difusió en tot el país durant aquest període. Al Regne Unit les cuculles en aquests temps, tendeixen generalment a ser reservats per a la construcció eclesiàstica, l'excepció a aquesta regla va ser l'agulla a Burghley House, construïda per al Canceller d'Elizabeth I el 1585.

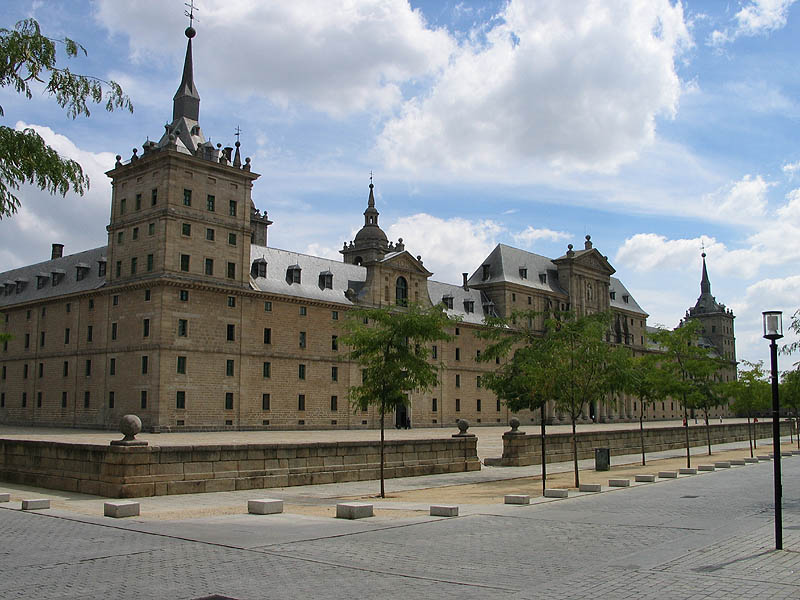
Cuculles del Monestir de l'Escorial

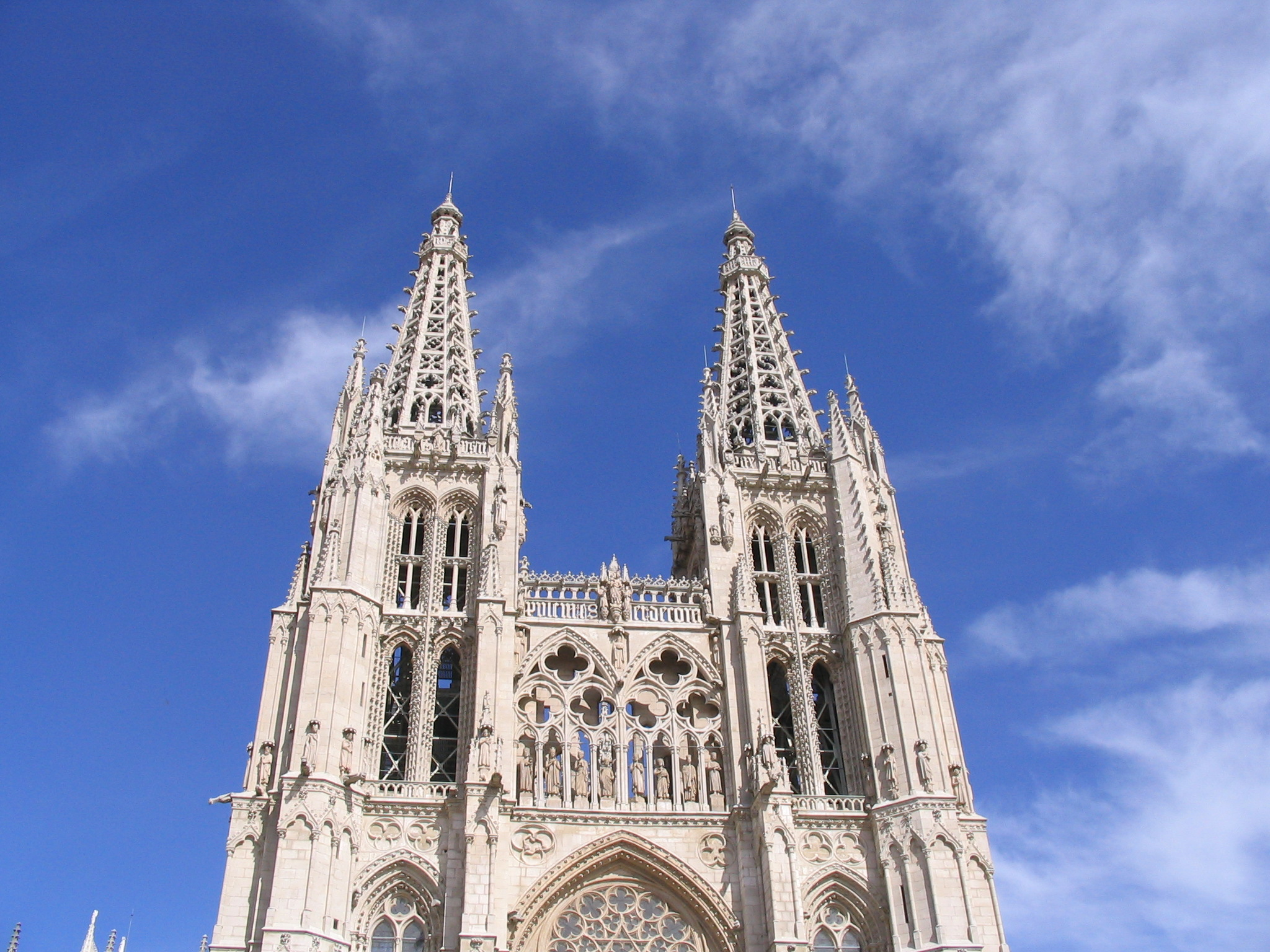
Cuculles de la Catedral de Burgos

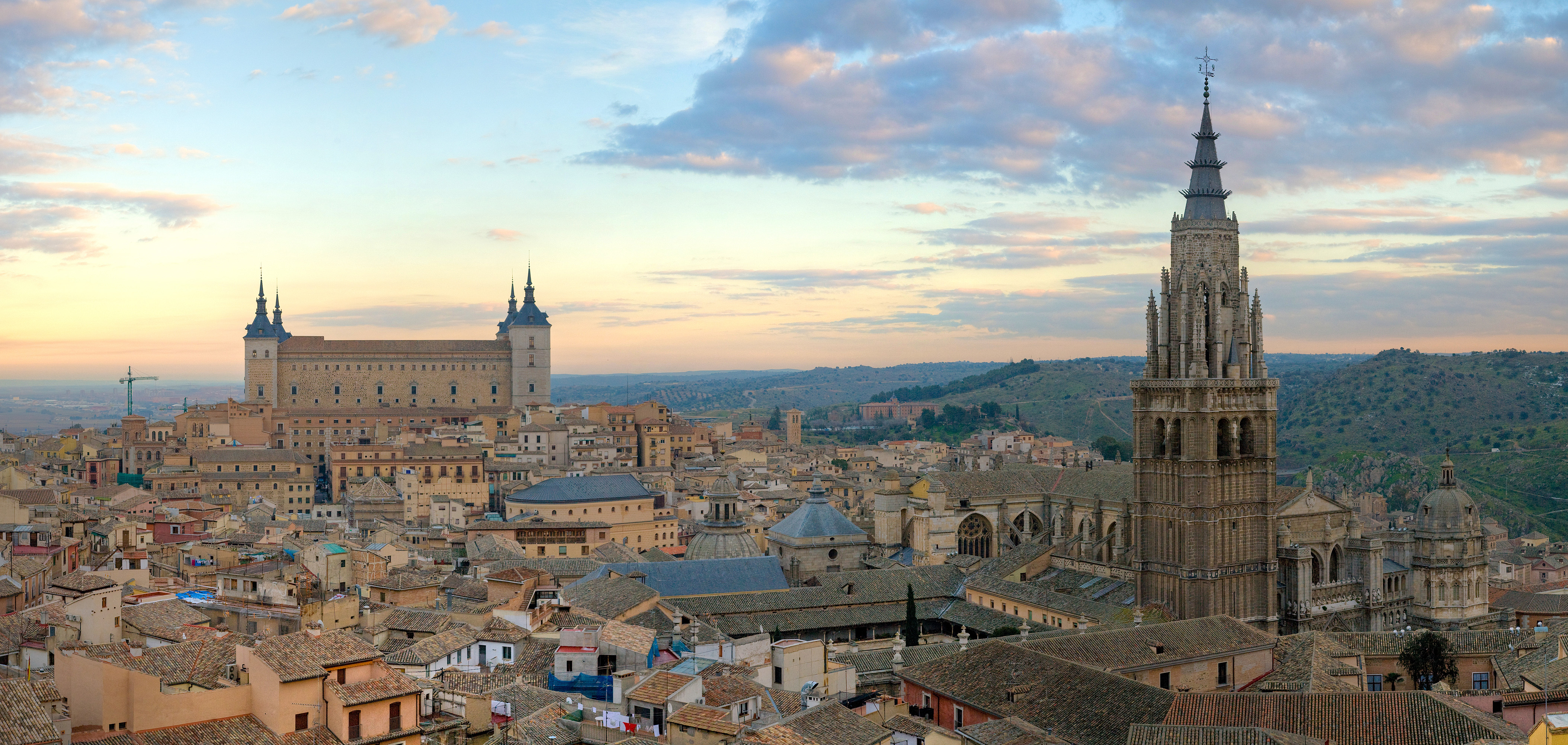
Torres i cuculles de la ciutat de Toledo

Al Renaixement primerenc, la cuculla no es va limitar al Regne Unit: la difusió de la moda va abastar tot Europa. A Anvers, la torre de 123 m va ser l'estructura més alta als Països Baixos durant més de cinc segles. Entre 1221 i 1457 altes agulles calades i ricament decorades van ser construïdes a la Catedral de Burgos, a Espanya, mentre que a la catedral d'Ulm a Alemanya, l'alta torre de 161 m va ser la més alta del món durant segles, construïda en estil gòtic francès entre 1377 i 1417.
Curiosament, els italians no van adoptar la cuculla com un element arquitectònic amb autèntic entusiasme i van preferir els estils clàssics. L'estil gòtic i les seves altes cuculles van ser una característica de l'Europa germànica del nord i mai va ser del gust italià, els pocs edificis d'estil gòtic amb agulles a Itàlia sempre semblen estranys a la tendència de l'entorn.
La barreja dels estils clàssics amb les cuculles es va produir molt més tard. El 1822, a Londres, John Nash va construir l'Església de Tots Sants, Langham Place, un temple clàssic circular, amb columnes jòniques rematades per una cuculla amb el suport de columnes corínties.
Durant el segle xix l'estil neogòtic no coneixia límits. Amb els avenços en la tecnologia, la producció d'acer, i les tècniques de construcció, les torres i cuculles van gaudir d'un augment sense precedents, les famoses agulles de la catedral de Colònia, dissenyades segles abans, finalment es van completar amb estructura d'acer en aquesta època.
Al segle xx el formigó armat ha ofert noves possibilitats per a les agulles calades i nombrosos gratacels als Estats Units, són testimoni d'aquest corrent.